# エツィオ・ロイク
エツィオ・ロイク（イタリア語: Ezio Loik, 1919年9月26日 - 1949年5月4日）は、フューメ出身の元イタリア代表サッカー選手である。 
1940年代に"Grande Torino" （偉大なるトリノ）と呼ばれたACトリノでもプレーした。

## 経歴
1919年9月26日、当時イタリア領であったフューメ（現リエカ、クロアチア）に生まれる。地元クラブであるフィウマーナでキャリアをスタートし、1937年にミランに移籍してセリエAデビューした。
1940年にヴェネツィアへ移籍すると、1940-41シーズンには初タイトルとなるコッパ・イタリアを獲得。1942年にはヴァレンティーノ・マッツォーラらと共にトリノへ移籍し、第二次世界大戦によるリーグ休止を間に挟んだもののセリエAを5連覇した。
1949年5月4日、リスボンで行なわれたベンフィカとの親善試合後、トリノの選手やスタッフが乗った飛行機が墜落事故を起こす。スペルガの悲劇と呼ばれる飛行機事故によって、当時29歳であったロイクも命を落とした。

## 代表成績
| イタリア代表 | 国際Aマッチ | 国際Aマッチ |
| 年           | 出場        | 得点        |
| ------------ | ----------- | ----------- |
| 1942         | 2           | 1           |
| 1945         | 1           | 1           |
| 1947         | 3           | 2           |
| 1948         | 2           | 0           |
| 1949         | 1           | 0           |
| 通算         | 9           | 4           |

## 獲得タイトル
ヴェネツィアAC
- コッパ・イタリア：1回（1940-41）

ACトリノ
- セリエA：5回（1942–43, 1944–45, 1946–47, 1947–48, 1948–49）
- コッパ・イタリア：1回（1942-43）